# Eparchie Al Qusia
Die Eparchie Al Qusia ist eine Eparchie der mit der römisch-katholischen Kirche unierten koptisch-katholischen Kirche mit Sitz in Al-Qusiyya in Ägypten.

## Geschichte
Die Eparchie Al Qusia wurde am 23. September 2022 durch den koptisch-katholischen Patriarchen, Ibrahim Isaac Sidrak, mit Zustimmung der Synode der koptisch-katholischen Kirche aus Gebietsabtretungen der Eparchie Assiut errichtet und dem Koptisch-katholischen Patriarchat von Alexandria als Suffragandiözese unterstellt. Erster Bischof wurde am 31. März 2023 Morqos Thomas Esam William Bolos Faragalla.